# 5569 Colby
5569 Colby (1974 FO) là một tiểu hành tinh vành đai chính được phát hiện ngày 22 tháng 3 năm 1974 bởi C. Torres ở Cerro El Roble.